# Aguirre (departamento)
Aguirre é um departamento da Argentina, localizado na 
província de Santiago del Estero.